# Bert M. Fernald
Bert M. Fernald (Poland, 1858. április 3. – Poland, 1926. augusztus 23.) az Amerikai Egyesült Államok szenátora (Maine, 1916–1926).